# Masta Killa
Elgin Evander Turner, znany jako Masta Killa (wymowa IPA: ˈmæstə ˈkɪlə) oraz Jamel Irief (ur. 18 sierpnia 1969, na Brooklynie w Nowym Jorku) – amerykański raper oraz członek hip-hopowej formacji Wu-Tang Clan, do której dołączył jako ostatni z dziewięciu oryginalnych członków. Jego pseudonim artystyczny został zaczerpnięty z filmu akcji 36 komnata Shaolin (1978), znanego również jako Shaolin Master Killer lub po prostu The Master Killer.
Podobnie jak wielu członków Wu-Tang Clanu, raper jest członkiem Pięcioprocentowców oraz wegetarianinem co wielokrotnie podkreślał w swoich utworach. W 2008 roku razem z organizacją PETA, zajmującą się sprawami dotyczącymi złego traktowania zwierząt, Masta killa promował książkę zatytułowaną Go Veg for Life.

## Dyskografia
- No Said Date (2004)
- Made in Brooklyn (2006)
- Selling My Soul (2012)
- Loyalty Is Royalty (2017)
- Balance (2025)